# Trigonophorus nepalensis
Trigonophorus nepalensis is een keversoort uit de familie bladsprietkevers (Scarabaeidae). De wetenschappelijke naam van de soort werd voor het eerst geldig gepubliceerd in 1831 door Hope.